# アンヘル・ディ・マリア
アンヘル・ファビアン・ディ・マリア・エルナンデス（Ángel Fabián Di María Hernández, 1988年2月14日 - ）は、アルゼンチン・サンタフェ州ロサリオ出身のサッカー選手。CAロサリオ・セントラル所属。元アルゼンチン代表。ポジションはフォワード、ミッドフィールダー。スペイン語での標準的発音では「ディ・マリーア」に近い。

## クラブ経歴

### ロサリオ・セントラル
サンタフェ州ロサリオの労働者階級の人々が住むアルベルディ区に生まれる。幼少の頃から非常に活発な子供で、周囲に多動性障害ではないかと心配され、母マリアーナが小児科医に相談するほどだったという。4歳で地元のクルブ・トリートというサッカークラブに通い始め、14歳でCAロサリオ・セントラルに入団し、2005年に17歳でデビュー。当時はサイドバックでプレーしていたが、スピードはあるもののスタミナや対人プレーが弱かったことから大成しない選手とされ、コーチからは「才能がないから他の職業を探した方がいい」と言われた。しかし、2007年にロサリオ・セントラルを率いたカルロス・イスチアによって左ウィングにコンバートされたことにより才能が開花した。

### ベンフィカ

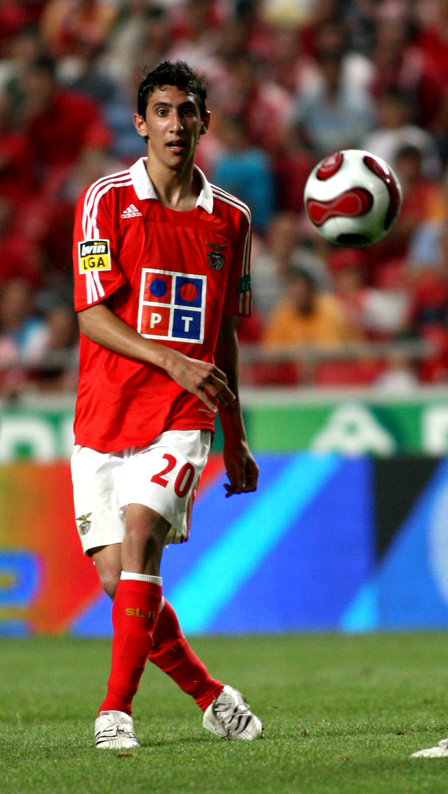
ベンフィカ時代のディ・マリア（2007年）

2007年7月、ボカ・ジュニアーズとの獲得争いを制したベンフィカにシモン・サブローザの代役として移籍した。初参加となったUEFAチャンピオンズリーグではグループリーグ6試合全てに出場した。2009-10シーズンはリーグトップの12アシストを決め、優勝に貢献。ディエゴ・マラドーナからは、｢2年以内に世界的なスター選手になる｣と言われた。ディ・マリアはそのシーズン、ポルトガルリーグ最優秀選手に選ばれた。

### レアル・マドリード
2010年6月28日、移籍金2500万ユーロの6年契約でレアル・マドリードに移籍した。クラブ・アメリカとの親善試合でデビューし、RCDマジョルカとのリーグ初戦にもスターティングメンバーに選ばれた。ソシエダ戦ではリーグ初ゴールを記録。その後もコンスタントにプレーし、ディ・マリアのアンヘル（Ángel）というファーストネームから、移籍したラウル・ゴンサレスに代わる『マドリーの新たな天使』というニックネームを授かった。しかし、リーグ、カップ、UEFAチャンピオンズリーグと3つの大会を戦うという過密日程から「疲れた」と心情を吐露した。
チャンピオンズリーグ・ラウンド8でのトッテナム・ホットスパーFC戦1stレグで挙げた3点目は、相手監督のハリー・レドナップから「3点目のようなプレーを見せられてはお手上げだ。あのゴールは本当に素晴らしかった」と賞賛された。FCバルセロナとのコパ・デル・レイ決勝は、延長前半に左サイドのクロスからクリスティアーノ・ロナウドの決勝点を演出した。
2013年にレアル・マドリードがガレス・ベイル獲得に動いていたことにより同じポジションであるディ・マリアが移籍すると見られていたが、新監督のカルロ・アンチェロッティ曰く、「チームのバランスのための技術的な決断」で移籍市場最終日にメスト・エジルの移籍が決定したことにより、ディ・マリアは残留となった。開幕当初は出場機会が減ったものの、セントラルMFとしてプレーすることにより出場機会を増やした。チャンピオンズリーグでは、決勝で鋭いドリブル突破からベイルの決勝点をアシストし、マン・オブ・ザ・マッチに選ばれるなどクラブの「ラ・デシマ」達成に大きく貢献した。

### マンチェスター・ユナイテッド
2014年夏にレアル・マドリードがハメス・ロドリゲス、トニ・クロースらを獲得した事により移籍を志願、8月26日にマンチェスター・ユナイテッドFCにプレミアリーグ史上最高額の5970万ポンドで移籍、背番号は伝統の7番を背負うこととなった。QPR戦で移籍後初ゴール、リーグ戦27試合に出場、10アシストを記録するも、ゴールは3ゴールに留まった。

### パリ・サンジェルマン

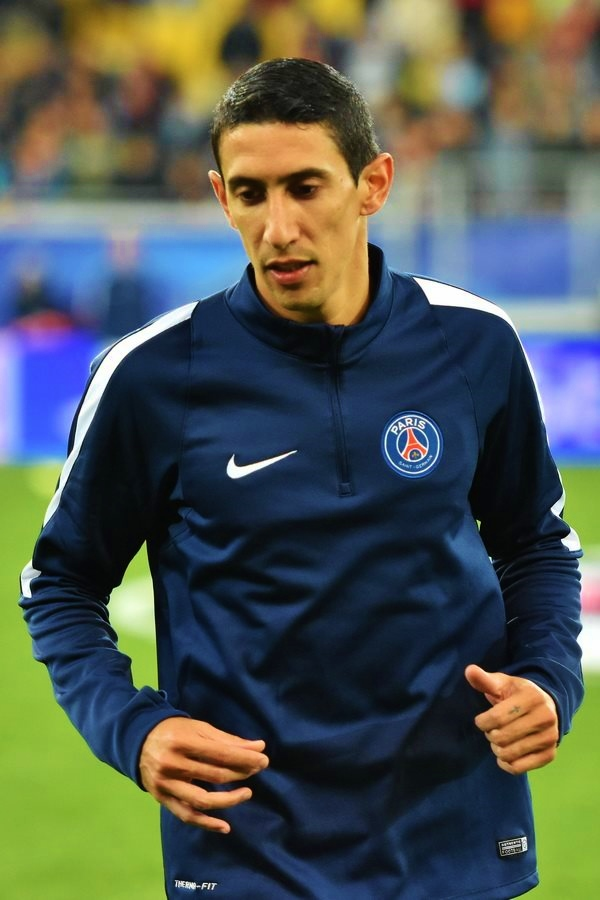
パリ・サンジェルマンでのディ・マリア（2015年）

2015年8月6日、フランスのパリ・サンジェルマンFCへ移籍することをクラブ公式Twitter上で発表した。契約は2019年6月30日までの4年間で、背番号は11番である。これによりマンチェスター・ユナイテッドFCにプレミアリーグ史上最高額で移籍も1年で退団することになった。2015-16シーズン、18アシストを記録しリーグ優勝に貢献、18アシストはリーグ・アンの新記録となった。2016-17シーズン、2月14日、チャンピオンズリーグ、ラウンド16のFCバルセロナ戦1stレグでは2得点を決めて勝利に貢献したが、2ndレグでは破れ、準々決勝には進出出来なかった。4月1日に行われたクープ・ドゥ・フランス決勝、ASモナコとの試合では得点を決め、優勝に貢献した。2017-18シーズン、2月6日、クープ・ドゥ・フランス3回戦のソショー戦ではハットトリック、準々決勝のマルセイユ戦でも2ゴールゴールを決めるなど、トータル7ゴールを決め、同大会制覇に貢献した。2018-19シーズンはリーグ戦で12ゴール12アシストを決め、リーグ制覇に貢献した。2019-20シーズン、9月18日、チャンピオンズリーグ、グループステージのレアル・マドリード戦で2得点を挙げ、バルセロナとレアル・マドリードの両方を相手に1試合2得点を達成した史上2人目の選手となった。リーグ戦では26試合で7ゴール14アシストでリーグ3連覇に貢献、チャンピオンズリーグ準々決勝は出場停止で欠場したが、準決勝のライプツィヒ戦では1ゴール2アシストとチームの全てのゴールに関わり、MOMに選ばれる活躍で、チームを初の決勝進出に導いた。
2021-22シーズン、リーグ優勝を果たしたが、このシーズン限りで、7シーズンプレーしたパリ・サンジェルマンを退団することとなった。PSGでは294試合に出場し、クラブ記録である111アシストを刻んだ。

### ユヴェントスFC
2022年7月8日、ユヴェントスFCへの移籍が発表された。契約期間は2023年6月30日までの1年間。背番号はレアルマドリードでも着用していた22番。リーグ開幕節のサッスオーロで移籍後初ゴールを挙げるデビューを果たした。UEFAヨーロッパリーグ決勝トーナメントプレーオフの第2戦ではハットトリックを決めてラウンド16入りに導いた。
2023年2月23日、彼はヨーロッパリーグのナント戦でハットトリックを達成し、ユヴェントスの3-0のアウェー勝利に貢献した。3月9日には、フライブルク戦で決勝点を挙げ、ホームでの1-0の勝利を導いた。これは彼にとって大会4ゴール目となった。 シーズンを通して印象的なプレーを見せたものの、度重なるハムストリングの負傷により出場時間が制限された。そして6月6日、ディ・マリアは契約満了に伴いユヴェントスを退団することを発表した。

### ベンフィカ復帰
2023年7月5日、2010年以来13年ぶりにSLベンフィカに復帰することを発表。背番号は11番を身につけることも併せて発表された。
2023-24シーズン終了後、古巣のCAロサリオ・セントラルに戻ってキャリアを終えたいと思っていたが、自身と親族に対する脅迫や殺害予告を受けて断念せざるを得なくなったことを2024年7月にロサリオのテレビ局のインタビューで語っている。
2025年5月29日、ロサリオ・セントラルはディ・マリアの加入が決定したことを発表。FIFAクラブワールドカップ2025での活動を最後にベンフィカを退団することになった。

### ロサリオ・セントラル復帰
2025年7月7日、CAロサリオ・セントラル復帰会見が行われた。

## 代表経歴
2007年に行われたFIFA U-20ワールドカップでは3得点を記録して優勝に貢献し、多くのビッグクラブの注目を集めた。2008年の北京オリンピックではラッキーボーイ的な存在となり、アルゼンチンの金メダル獲得に貢献した。準々決勝のオランダ戦では延長後半でチームを準決勝へ導くゴールを決め、決勝のナイジェリア戦では、カウンターから決勝点となる鮮やかなループシュートを決めた。
2008年9月6日にワールドカップ予選のパラグアイ戦でフル代表デビューした。2010年5月24日のカナダ戦でフル代表初ゴールを決めた。2010年FIFAワールドカップ・南アフリカ大会にも出場し、ギリシャ戦を除く全ての試合に先発出場した。
2014年FIFAワールドカップブラジル大会決勝トーナメント1回戦のスイス戦では延長後半に決勝ゴールを決め、チームの準々決勝進出を助けたが、ベルギー戦で負傷し途中交代、準決勝、決勝には出場出来ず、チームは決勝でドイツに敗れた。
コパ・アメリカ2015では準決勝のパラグアイ戦で1ゴール2アシストを決め、決勝進出に貢献したが、決勝ではチリに破れ準優勝に終わった。
2018年、ワールドカップロシア大会、決勝トーナメント1回戦のフランス戦でミドルシュートで1ゴールを決めたが、3-4で敗れた。
2021年、コパ・アメリカ決勝のブラジル戦で決勝点を挙げ、28年ぶりのコパ・アメリカ優勝に貢献した。2022年、ワールドカップカタール大会。決勝のフランス戦で1ゴールを決め、36年ぶりのワールドカップ優勝に貢献した。
2023年11月24日、自身のSNS（インスタグラム）を更新し、コパ・アメリカ2024を最後に代表から引退することを表明した。
2024年7月14日､コパ・アメリカ2024でアルゼンチンが優勝したことにより正式に代表を引退した。

## 人物
優れたドリブルを持ち、左右どちらのサイドでもプレーすることが出来るアタッカー。レアル・マドリードではウイングで起用されることが多いが、ウイングとしては発想と判断力を重視してプレーしていた。また、ジョゼ・モウリーニョの下で守備への意識を強く持つようになった。
キリスト教を信仰しており、試合前にはロッカールームでお祈りを欠かさない。また、腕に刺青で地元であるペルドリエル地区に対するメッセージを入れており、試合前にはその刺青にキスをしているという。

## エピソード
- 2010年9月28日、チャンピオンズリーグのAJオセール戦で自身のゴールが決勝点となりマドリーが勝利した翌日、ディ・マリアはマドリー市街で恋人とデートをしていたが、交通事故に遭ってしまい、愛車のアウディが破損した。ディ・マリアカップルの2人には怪我はなかった。ディ・マリアは、事故後すぐにクラブの責任部署に連絡を取った。また家族にも連絡し、安心させた[44]。
- 体格に反して大食漢である。フェルナンド・ガゴが名付けたことがきっかけとなり、チームメイトからはフィデオ（パスタの意）と呼ばれる[3]。
- 2013年4月24日に、第一子となる女児が生まれた[45]。
- 2014年8月29日、先にマンチェスター・ユナイテッドへ移籍していた同胞のマルコス・ロホがイギリスでの就労ビザ取得に遅れが生じていると問題になっていた頃、ディ・マリアは既にイギリスの就労ビザを取得していた。父方か母方どちらかは定かでないが祖父母がイタリア人であり、ディ・マリア本人もイタリアのパスポートを所有しているが、EU圏内での労働権利を持っていたためである[46]。
- キャリアにおける移籍金の累計額は1億7700万ユーロとされており、これは2015年8月までのサッカー史上最高額である[47]。

## 個人成績

### クラブでの成績
2023年7月6日現在
| クラブ               | シーズン       | リーグ         | リーグ | リーグ | カップ戦 | カップ戦 | リーグ杯 | リーグ杯 | 国際大会 | 国際大会 | その他 | その他 | 通算 | 通算 |
| クラブ               | シーズン       | ディビジョン   | 出場   | 得点   | 出場     | 得点     | 出場     | 得点     | 出場     | 得点     | 出場   | 得点   | 出場 | 得点 |
| -------------------- | -------------- | -------------- | ------ | ------ | -------- | -------- | -------- | -------- | -------- | -------- | ------ | ------ | ---- | ---- |
| ロサリオ・セントラル | 2005-06        | プリメーラ     | 10     | 0      | 0        | 0        | -        | -        | 4        | 0        | 0      | 0      | 14   | 0    |
| ロサリオ・セントラル | 2006-07        | プリメーラ     | 25     | 6      | 0        | 0        | -        | -        | 0        | 0        | 0      | 0      | 25   | 6    |
| ロサリオ・セントラル | クラブ通算     | クラブ通算     | 35     | 6      | 0        | 0        | -        | -        | 4        | 0        | 0      | 0      | 39   | 6    |
| ベンフィカ           | 2007-08        | プリメイラ     | 26     | 0      | 5        | 0        | 3        | 0        | 11       | 1        | 0      | 0      | 45   | 1    |
| ベンフィカ           | 2008-09        | プリメイラ     | 24     | 2      | 1        | 0        | 5        | 1        | 5        | 1        | 0      | 0      | 35   | 4    |
| ベンフィカ           | 2009-10        | プリメイラ     | 26     | 5      | 1        | 0        | 4        | 1        | 14       | 4        | 0      | 0      | 45   | 10   |
| ベンフィカ           | クラブ通算     | クラブ通算     | 76     | 7      | 7        | 0        | 12       | 2        | 30       | 6        | 0      | 0      | 125  | 15   |
| レアル・マドリード   | 2010-11        | リーガBBVA     | 35     | 6      | 8        | 0        | -        | -        | 10       | 3        | 0      | 0      | 53   | 9    |
| レアル・マドリード   | 2011-12        | リーガBBVA     | 23     | 5      | 2        | 0        | -        | -        | 7        | 2        | 2      | 0      | 34   | 7    |
| レアル・マドリード   | 2012-13        | リーガBBVA     | 32     | 7      | 9        | 2        | -        | -        | 11       | 0        | 2      | 1      | 54   | 10   |
| レアル・マドリード   | 2013-14        | リーガBBVA     | 34     | 4      | 7        | 4        | -        | -        | 11       | 3        | 0      | 0      | 52   | 11   |
| レアル・マドリード   | 2014-15        | リーガBBVA     | 0      | 0      | 0        | 0        | -        | -        | 0        | 0        | 1      | 0      | 1    | 0    |
| レアル・マドリード   | クラブ通算     | クラブ通算     | 124    | 22     | 26       | 6        | -        | -        | 39       | 8        | 5      | 1      | 194  | 37   |
| マンチェスター・U    | 2014-15        | プレミアリーグ | 27     | 3      | 5        | 1        | 0        | 0        | -        | -        | 0      | 0      | 32   | 4    |
| マンチェスター・U    | クラブ通算     | クラブ通算     | 27     | 3      | 5        | 1        | 0        | 0        | -        | -        | 0      | 0      | 32   | 4    |
| PSG                  | 2015-16        | リーグ・アン   | 29     | 10     | 4        | 0        | 4        | 2        | 10       | 3        | 0      | 0      | 47   | 15   |
| PSG                  | 2016-17        | リーグ・アン   | 29     | 6      | 3        | 1        | 3        | 3        | 7        | 4        | 1      | 0      | 43   | 14   |
| PSG                  | 2017-18        | リーグ・アン   | 30     | 11     | 6        | 7        | 4        | 2        | 5        | 1        | 0      | 0      | 45   | 21   |
| PSG                  | 2018-19        | リーグ・アン   | 30     | 12     | 4        | 3        | 2        | 0        | 8        | 2        | 1      | 2      | 45   | 19   |
| PSG                  | 2019-20        | リーグ・アン   | 26     | 8      | 2        | 0        | 3        | 1        | 9        | 3        | 1      | 1      | 41   | 13   |
| PSG                  | 2020-21        | リーグ・アン   | 27     | 4      | 5        | 0        | -        | -        | 10       | 1        | 1      | 0      | 43   | 5    |
| PSG                  | 2021-22        | リーグ・アン   | 26     | 5      | 0        | 0        | -        | -        | 5        | 0        | 0      | 0      | 31   | 5    |
| PSG                  | クラブ通算     | クラブ通算     | 197    | 56     | 24       | 11       | 16       | 8        | 54       | 14       | 4      | 3      | 295  | 92   |
| ユヴェントス         | 2022-23        | セリエA        | 26     | 4      | 4        | 0        | -        | -        | 10       | 4        | -      | -      | 40   | 8    |
| ユヴェントス         | クラブ通算     | クラブ通算     | 26     | 4      | 4        | 0        | -        | -        | 10       | 4        | -      | -      | 40   | 8    |
| ベンフィカ           | 2023-24        | プリメイラ     | 28     | 9      | 5        | 0        | 3        | 2        | 11       | 5        | 1      | 0      | 48   | 17   |
| ベンフィカ           | 2024-25        | プリメイラ     | 25     | 8      | 3        | 3        | 3        | 3        | 13       | 5        | -      | -      | 47   | 21   |
| ベンフィカ           | クラブ通算     | クラブ通算     | 53     | 17     | 8        | 3        | 6        | 5        | 24       | 10       | 1      | 0      | 96   | 38   |
| ロサリオ・セントラル | 2025-26        | プリメーラ     |        |        |          |          |          |          |          |          |        |        |      |      |
| キャリア総通算       | キャリア総通算 | キャリア総通算 | 538    | 115    | 73       | 21       | 34       | 15       | 161      | 42       | 10     | 4      | 724  | 162  |

1. ↑  コパ・リベルタドーレス
2. 1 2  UEFAチャンピオンズリーグとUEFAカップ
3. ↑  UEFAカップ
4. ↑  UEFAヨーロッパリーグ
5. 1 2 3 4 5 6 7 8 9 10 11  UEFAチャンピオンズリーグ
6. 1 2 3  スーペルコパ・デ・エスパーニャ
7. 1 2 3 4  トロフェ・デ・シャンピオン

### 代表での成績

#### 出場大会
- U-23アルゼンチン代表
  - 2008年 - 北京オリンピック (金メダル)
- アルゼンチン代表
  - 2010年 - 2010 FIFAワールドカップ (ベスト8)
  - 2011年 - コパ・アメリカ2011 (ベスト8)
  - 2014年 - 2014 FIFAワールドカップ (準優勝)
  - 2015年 - コパ・アメリカ2015 (準優勝)
  - 2016年 - コパ・アメリカ・センテナリオ (準優勝)
  - 2018年 - 2018 FIFAワールドカップ（ベスト16）
  - 2021年 - コパ・アメリカ2021 (優勝)
  - 2022年 - フィナリッシマ (優勝)
  - 2022年 - 2022 FIFAワールドカップ (優勝)
  - 2024年 - コパ・アメリカ2024 (優勝)

#### 試合数
- 国際Aマッチ 145試合 31得点 (2008年 - 2024年)[49]

| アルゼンチン代表 | 国際Aマッチ | 国際Aマッチ |
| 年               | 出場        | 得点        |
| ---------------- | ----------- | ----------- |
| 2008             | 1           | 0           |
| 2009             | 5           | 0           |
| 2010             | 11          | 2           |
| 2011             | 10          | 3           |
| 2012             | 8           | 3           |
| 2013             | 9           | 1           |
| 2014             | 13          | 2           |
| 2015             | 13          | 4           |
| 2016             | 12          | 3           |
| 2017             | 10          | 1           |
| 2018             | 5           | 1           |
| 2019             | 5           | 0           |
| 2020             | 2           | 0           |
| 2021             | 14          | 2           |
| 2022             | 11          | 6           |
| 2023             | 7           | 1           |
| 2024             | 9           | 2           |
| 通算             | 145         | 31          |

#### 代表での得点
| #  | 開催年月日     | 開催地                                                       | 対戦国           | スコア | 結果       | 試合概要                     |
| -- | -------------- | ------------------------------------------------------------ | ---------------- | ------ | ---------- | ---------------------------- |
| 1  | 2010年5月24日  | ブエノスアイレス, エル・モヌメンタル                         | カナダ           | 3-0    | 5-0        | 親善試合                     |
| 2  | 2010年8月11日  | ダブリン, アビバ・スタジアム                                 | アイルランド     | 1-0    | 1-0        | 親善試合                     |
| 3  | 2011年2月9日   | ジュネーヴ, スタッド・ドゥ・ジュネーヴ                       | ポルトガル       | 1-0    | 2-1        | 親善試合                     |
| 4  | 2011年7月11日  | コルドバ, エスタディオ・マリオ・アルベルト・ケンペス         | コスタリカ       | 3-0    | 3-0        | コパ・アメリカ2011           |
| 5  | 2011年9月6日   | ダッカ, バンガバンドゥ・ナショナル・スタジアム               | ナイジェリア     | 2-0    | 3-1        | 親善試合                     |
| 6  | 2012年7月3日   | ブエノスアイレス, エル・モヌメンタル                         | エクアドル       | 4-0    | 4-0        | ブラジルW杯・南米予選        |
| 7  | 2012年8月15日  | フランクフルト, ヴァルトシュタディオン                       | ドイツ           | 3-0    | 3-1        | 親善試合                     |
| 8  | 2012年9月7日   | コルドバ, エスタディオ・マリオ・アルベルト・ケンペス         | パラグアイ       | 1-0    | 3-1        | ブラジルW杯・南米予選        |
| 9  | 2013年9月10日  | アスンシオン, エスタディオ・ディフェンソーレス・デル・チャコ | パラグアイ       | 4-1    | 5-2        | ブラジルW杯・南米予選        |
| 10 | 2014年7月1日   | サンパウロ, アレーナ・デ・サンパウロ                         | スイス           | 1-0    | 1-0        | ブラジルW杯                  |
| 11 | 2014年9月6日   | デュッセルドルフ, エスプリ・アレーナ                         | ドイツ           | 4-0    | 4-2        | 親善試合                     |
| 12 | 2015年6月6日   | サンフアン, エスタディオ・サンフアン・デル・ビセンテナリオ   | ボリビア         | 1-0    | 5-0        | 親善試合                     |
| 13 | 2015年6月6日   | サンフアン, エスタディオ・サンフアン・デル・ビセンテナリオ   | ボリビア         | 5-0    | 5-0        | 親善試合                     |
| 14 | 2015年6月30日  | コンセプシオン, エスタディオ・ムニシパル・デ・コンセプシオン | パラグアイ       | 3-1    | 6-1        | コパ・アメリカ2015準決勝     |
| 15 | 2015年6月30日  | コンセプシオン, エスタディオ・ムニシパル・デ・コンセプシオン | パラグアイ       | 4-1    | 6-1        | コパ・アメリカ2015準決勝     |
| 16 | 2016年3月24日  | サンティアゴ, エスタディオ・ナシオナル・デ・チリ             | チリ             | 1-1    | 1-2        | ロシアW杯・南米予選          |
| 17 | 2016年6月6日   | サンタクララ, リーバイス・スタジアム                         | チリ             | 1-0    | 2-1        | コパ・アメリカ・センテナリオ |
| 18 | 2016年11月15日 | サンフアン, エスタディオ・サンフアン・デル・ビセンテナリオ   | コロンビア       | 3-0    | 3-0        | ロシアW杯・南米予選          |
| 19 | 2017年6月13日  | カラン地区, シンガポール・ナショナルスタジアム               | シンガポール     | 6-0    | 6-0        | 親善試合                     |
| 20 | 2018年6月30日  | カザン, カザン・アリーナ                                     | フランス         | 1-1    | 3-4        | ロシアW杯・ラウンド16        |
| 21 | 2021年7月10日  | リオデジャネイロ, エスタジオ・ド・マラカナン                 | ブラジル         | 1-0    | 1-0        | コパ・アメリカ2021決勝       |
| 22 | 2021年11月12日 | モンテビデオ, カンペオン・デル・シグロ                       | ウルグアイ       | 1-0    | 1-0        | カタールW杯・南米予選        |
| 23 | 2021年1月27日  | カラマ, ムニシパル・デ・カラマ                               | チリ             | 1-0    | 2-1        | カタールW杯・南米予選        |
| 24 | 2022年3月25日  | ブエノスアイレス, エル・モヌメンタル                         | ベネズエラ       | 2-0    | 3-0        | カタールW杯・南米予選        |
| 25 | 2022年6月1日   | ロンドン, ウェンブリー・スタジアム                           | イタリア         | 2-0    | 3-0        | フィナリッシマ               |
| 26 | 2022年11月16日 | アブダビ, シェイク・ザイード・スタジアム                     | アラブ首長国連邦 | 2-0    | 5-0        | 親善試合                     |
| 27 | 2022年11月16日 | アブダビ, シェイク・ザイード・スタジアム                     | アラブ首長国連邦 | 3-0    | 5-0        | 親善試合                     |
| 28 | 2022年12月18日 | ルサイル, ルサイル・スタジアム                               | フランス         | 2-0    | 3-3 4-2(P) | カタールW杯・決勝            |
| 29 | 2023年3月28日  | サンティアゴ・デル・エステロ, エスタディオ・ウニコ           | キュラソー       | 6-0    | 7-0        | 親善試合                     |
| 30 | 2024年3月27日  | ロサンゼルス, ロサンゼルス・メモリアル・コロシアム           | コスタリカ       | 1-1    | 3-1        | 親善試合                     |
| 31 | 2024年6月10日  | シカゴ, ソルジャー・フィールド                               | エクアドル       | 1-0    | 1-0        | 親善試合                     |

## タイトル

### クラブ
SLベンフィカ

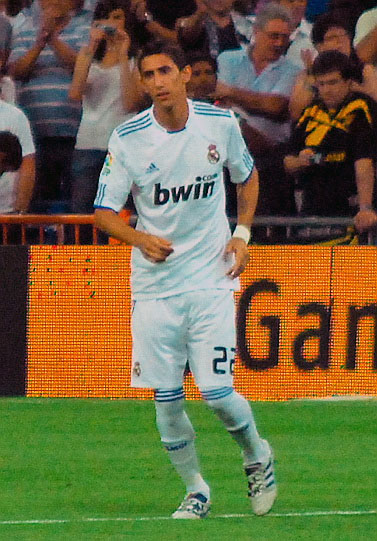
レアル・マドリードでプレイするディ・マリア

- タッサ・ダ・リーガ : 2回 2008-09, 2009-10
- スーペル・リーガ : 2009-10

レアル・マドリード
- プリメーラ・ディビシオン : 2011-12
- コパ・デル・レイ : 2回 2010-11, 2013-14
- スーペルコパ・デ・エスパーニャ : 2012
- UEFAチャンピオンズリーグ : 2013-14
- UEFAスーパーカップ : 2014

パリ・サンジェルマンFC
- リーグ・アン : 6回 2015-16, 2017-18, 2018-19, 2019-20, 2019-20 ,2021-22
- クープ・ドゥ・ラ・リーグ : 4回 2015-16, 2016-17, 2017-18, 2019-20
- クープ・ドゥ・フランス : 4回 2015-16, 2016-17, 2017-18, 2019-20
- トロフェ・デ・シャンピオン : 4回 2016, 2017, 2018, 2019

### 代表
アルゼンチン代表
- FIFAワールドカップ：2022
- フィナリッシマ：2022
- コパ・アメリカ：2021, 2024

U-20アルゼンチン代表
- FIFA U-20ワールドカップ : 2007

U-23アルゼンチン代表
- オリンピックサッカー金メダル : 2008

### 個人
- FIFAワールドカップ・ベストイレブン：2014年
- アルゼンチン年間最優秀選手賞：2014年